# 雅楽戦隊ホワイトストーンズ
雅楽戦隊ホワイトストーンズ（ががくせんたいホワイトストーンズ）は、北海道テレビ放送 （HTB）制作のヒーローものの特撮テレビドラマシリーズ。「ローカルヒーロー」の先駆けでもある。

## 概要

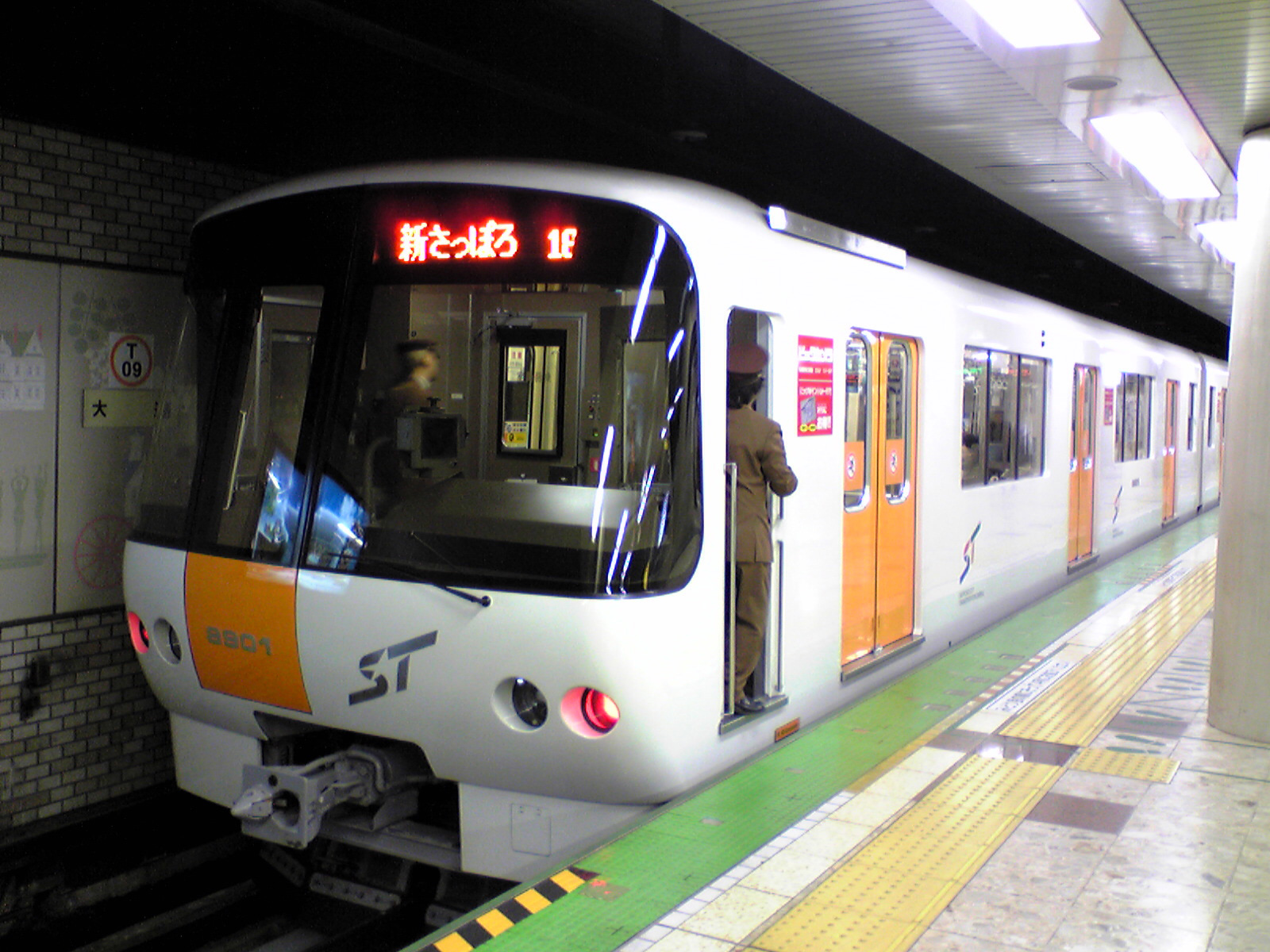
主な移動手段である地下鉄東西線。

主役の南郷進（なんごうすすむ）を演じる鈴井貴之が企画・脚本も手掛ける。鈴井の意向により小ネタやギャグ、パロディがふんだんに盛り込まれている。演じ方は、とにかく「芝居がデカい・濃い」ことが大前提になる。これがホワイトストーンズおよび鈴井のアイデンティティであり、シリーズに長く引き継がれている。
北海道札幌市の白石区をこよなく愛し、白石区“だけ”の平和を守るために、日夜働き続ける三人の白き戦士の物語である。
南郷進・本郷隆・北郷誠の三人の青年が悪と対決するとき、雅楽の音色と共に白き戦士「ホワイトストーンズ」へと「変化」（へんげ）をするのである。
移動は主に、札幌市営地下鉄東西線で行う。他の移動手段は、「白石号」や「ホワイチャリー18インチGT3WD」などの自転車、または徒歩。本郷が、怪人が出現した現場にタクシーで向かい、「上様」で領収書を取ったこともある。基本は公共交通機関であるため、次の目的地に向かうことになった際に、バスの時間を気にする場面もある。また、変身していても、解除せず、そのままの格好で乗車する。白石区以外の区に出ようとすると、壁に跳ね返されるように拒絶される。

## 初代（モザイクな夜・水曜どうでしょう版）

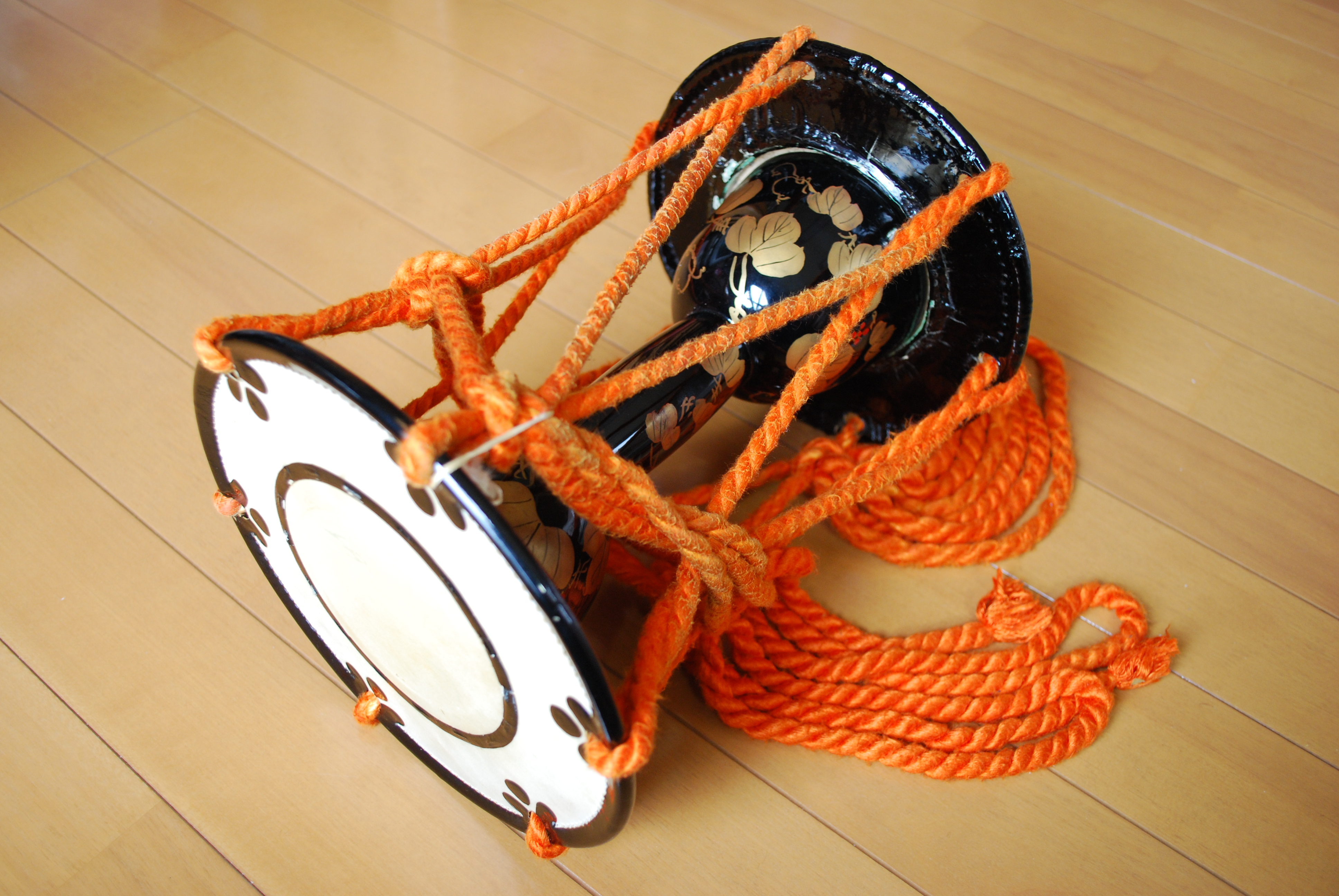
モザイク・どうでしょう版では、安田演じる本郷隆は鼓を持っていた

1995年HTB製作の深夜番組『モザイクな夜V3』で放送されたコントもしくはドラマ。
ホワイトストーンズの戦闘服は白い忍者服で、頭だけは全身タイツの帽子を着用、冬は各々の名前入りニット帽だった。
三人が持っている楽器は、本郷が鼓、南郷が三味線、北郷は尺八。ただし、南郷は変身時の台詞で「三味線」ではなく「笙」と言っている。
これらの楽器は、変化後は雅楽器演奏により超音波を発して怪人を破壊する。しかしその演奏はただ楽器を鳴らすだけで、リズムは沖縄音楽風である上、鼓に至っては鳴らせていない。オープニングでは、南郷がバイクに乗りその横を本郷と北郷が走っているシーンがある。また、三人が立つ位置も画面に向かって、左から本郷、南郷、北郷の順で後の「ドラバラ版」とは異なっている。また、本郷と北郷の役回りが「ドラバラ版」とは逆になっている。
『雅楽戦隊ホワイトストーンズ』、『帰ってきた雅楽戦隊ホワイトストーンズ』、『雅楽戦隊ホワイトストーンズ・ゼータ』の3シリーズがある。
『モザイクな夜』終了後、『水曜どうでしょう』でも『雅楽戦隊ホワイトストーンズR』として放送された。どうでしょう版には大泉洋が、田中邦衛のものまねキャラ「麓郷」として出演している。この役名は、北の国からの舞台になった富良野市の地名「麓郷」が元になっている。
水曜どうでしょうの再放送版である「どうでしょうリターンズ」、「水曜どうでしょうClassic」では放送されなかった。「韓国サイコロ」の前枠・後枠にも南郷と麓郷と本郷（後枠のみ）が登場しているのをDVD、Classicで見ることができる。また、『ドラバラ鈴井の巣』DVD「雅楽戦隊ホワイトストーンズ～雅やかな愛の戦士たち～」のシークレット映像にダイジェスト版が収録されている。
非常に低予算だったため、主に鈴井貴之主宰の劇団「OOPARTS」がらみの俳優とHTBの監督、その他スタッフ総出というお手軽キャストで撮影されていた。そのために合成も非常に安っぽいが、この「チープ感」を逆手に取り、シリーズのアイデンティティの一つとして、予算や規模が大幅にスケールアップした2代目にも引き継いでいる。シンガーソングライターの堂島孝平がゲスト出演したこともあり、番組内で北の国からの黒板純に扮し田中邦衛の物真似を披露した。

### キャスト
- 南郷進：鈴井貴之
- 本郷隆：安田顕（TEAM NACS）
- 北郷誠：岩村真人
- 麓郷、山本君：大泉洋（TEAM NACS）※水曜どうでしょう版のみ
- 大谷地ひばり：花田あいら
- HEROのマスター（おやっさん）：藤村忠寿（HTBディレクター・監督も担当）
- 悪の秘密結社の大佐：佐藤剛
- 首領：武田晋（特別出演）※モザイクな夜版のみ
- 博士：伝野隆介（特別出演）※モザイクな夜版のみ

など

### スタッフ
- 原作・脚本 - 鈴井貴之
- ナレーション - 原田俊夫（HTBアナウンサー）
- 撮影 - 佐々木耕、羽賀秀一
- 照明 - 西村真司
- 音声 - 藤本修一
- 音効 - 工藤哲也
- スタイリスト - 小松江里子、堀内多美子
- 監督 - 藤村忠寿

## 二代目（ドラバラ版）
2002年 - 2003年、HTB制作の深夜番組『ドラバラ鈴井の巣』で放送されたテレビドラマ。
番組自体の人気もあり、それなりの予算が付いてきたことと、TEAM-NACSを含む「CREATIVE OFFICE CUE」所属タレントが準レギュラー化したことなどからドラマ自体の規模が格段にアップし、背景設定や人物相関なども十分に創りこまれたものとなっている。また、映像的にも各所に高価な視覚効果やCGを使用し、ロケも礼文島や宮城県白石市など札幌市白石区以外の遠方が使われるなど、確実にスケールアップしている。ただし、初代からの「チープ感」に関しては二代目でも踏襲されている。演出監督は杉山順一チーフディレクターと白取茂一ディレクター。
ホワイトストーンズの戦闘服は白い全身タイツ型の「ホワイトバトルスーツ」と赤いパンツが基本となる。ただし、冬季は上半身に「ド・テーラ」と呼ばれる耐寒スーツとパワーアップアイテム「カ・イーロ」を装備し、夏季は開襟シャツ、Tシャツ、タンクトップ型戦闘服＋短パン＋麦藁帽子などに衣替えする。
今回は「ちゃんとした雅楽を習得して、作中で演奏シーンを撮る」ことも番組のテーマとして組み込み、三人が持つ楽器は本郷が龍笛、南郷が笙、北郷が篳篥と、雅楽の基本となる「雅楽三管」へと変更された。当初、本郷の楽器は「琵琶」を予定していたが、脚本担当の鈴井が雅楽の先生から「龍笛、笙、篳篥は天地人を表す重要なもので、三管が揃わないと雅楽にはならない」と聞き、急遽「龍笛」に変更した。そのため、琵琶をマスターした本郷役の安田は龍笛を練習し直す羽目になる。さらに止めとばかりに番組スタッフ（本編曰く、バカスタッフ）が違う形の笙（口を当てる部分にサックスのような金管が付いた、中国式のもの）を、ネットでろくな確認もせずに仕入れてしまうトラブルが発生。笙の仕入れに二重の手間をかける事態になった。
それぞれの楽器は変化時に武器へと変化し、龍笛→ホワイトウルトラソード、笙→ホワイトウルトラハンマー、篳篥→ホワイトウルトラファンとなる。なお、ホワイトウルトラハンマーは白いピコピコハンマー、ホワイトウルトラファンはハリセンである。
主なキャストは前作から引き継いだ。ナレーションは、中江真司が担当した。
当初、ドラバラ版においても喫茶HEROのマスター役は、「水曜どうでしょう」の藤村忠寿ディレクターの予定だったが、多忙であったことから見送られ、代役として当時プロデューサーだった土井巧に決まった。
今作は「～雅やかな愛の戦士たち」「～白き伝説よ永遠に」「～最終章　呪われし神話の行方」の3シリーズで展開され、南郷進は第2シリーズで戦死。第3シリーズでは息子の南郷大志（北野雄大）がホワイトストーンズに加わった。
第2シリーズでは、物語のクライマックスにCG映像が使われた。番組自体が低予算で作られているため、撮影前の台詞あわせの時に大泉洋は「スタッフにちゃんと言っておかないとぬいぐるみ（を使った安っぽい合成）にされる」と鈴井に忠告していた。このやり取りは番組内のメイキング映像で放送され、視聴者には最後までぬいぐるみかCGかは秘密にされていた。
当初は第2シリーズで完結の予定だったが、スポンサーの強い要請で第3シリーズを制作したとDVD発売特番で鈴井が語っていた。第3シリーズでは鈴井、森崎は各種のチョイ役として出演している。また、鈴井については南郷の幽霊役も演じている。
また、第2シリーズの本放送は2002 FIFAワールドカップ直後で、ベッカム風のフーリガンが「怪人・外人フーリガン」として登場している。なお、演じているのはフランス人。また、この役者は日本語を読めなかったため、カンペは全てローマ字表記だった。
「裸で稼ぐ安田顕」のキャラが周知されたことから、各シリーズで本郷隆のセミヌードも披露されている。

### キャスト
- 南郷進・悪の秘密結社首領・山田春弘[1]・量産型戦闘員 前首領クローンタイプ・熊野神社宮司など：鈴井貴之
- 本郷隆・ネオ悪の秘密結社首領・ブラックストーンズ：安田顕（TEAM NACS）
- 北郷誠・ネオ悪の秘密結社首領・ブラックストーンズ：佐藤重幸（TEAM NACS）
- 大門通・大門三六：大泉洋（TEAM NACS）
- 大谷地ひばり：松村咲子
- 川北博士・ポプラーマン：音尾琢真
- 白龍神社宮司・森崎先生[2]・山田太郎[1]など：森崎博之（TEAM NACS）
- 青葉もみじ：小橋亜樹
- ずっこけ戦闘員：河野真也（オクラホマ）
- 怪人・板橋少将など：藤尾仁志（オクラホマ）
- HEROのマスター：土井巧（HTBプロデューサー）
- 米川さと：高田まゆみ
- 宮沢富子：小野優子（HTB）
- 美由起（南郷の元妻）：北川久仁子
- ナメリン大佐：滑川宝水
- 南郷大志：北野雄大
- 警察官：岡茂憲（HTBプロデューサー）

など

### スタッフ
- 原作・脚本・企画 - 鈴井貴之
- プロデューサー - 土井巧
- 撮影 - 佐々木耕、羽賀秀一
- 照明 - 西村真司
- 音声 - 藤本修一
- 音効 - 工藤哲也
- スタイリスト - 小松江里子、堀内多美子
- 監督 - 藤村忠寿
- 制作協力 - クリエイティブオフィスキュー
- 制作著作 - 北海道テレビ放送

## テーマ曲
- 「戦え！白き戦士～GO!GO!GO!～」
  - 作詞:鈴井貴之、作曲:OK藤井、編曲:ター・ナー・カー、唄:ホワイトストーンズ
- 「ホワイトストーンズ　愛のテーマ」
  - 作詞:鈴井貴之・藤村忠寿、作曲:川岸秀樹、編曲:ター・ナー・カー、唄:ホワイトストーンズ
- 「星空のコマンタレブー～大門のテーマ～」
  - 作詞・作曲:大泉洋、編曲:ター・ナー・カー、唄:大門通

初代、2代目ともにエンディングテーマは鈴井・藤村両名の作詞によるオリジナル曲が使われている。初代、2代目のエンディングテーマで違うところがある、初代では北郷がひばりのことが好きだが、2代目では本郷がひばりのことが好きということになっている。オープニングテーマは、初代はザ・ストーン・ローゼズの「She Bangs the Drums」、2代目は鈴井作詞によるオリジナル曲。なお、「星空のコマンタレブー」の作成はドラバラ版制作に当たって、鈴井ら制作陣から大泉に与えられた課題であった。

## 主なロケ地
セットは組まず、全編をロケで撮影する。一部で撮影にHTB社屋を用いることがあるが、会議室など僅かである。

### 白石区
- 札幌市営地下鉄東西線
  - 菊水駅
  - 6000形電車車内
- 北海道中央バス菊水元町6条2丁目停留所
- スガイディノス札幌白石
- JR白石駅
- 白石神社
- JR平和駅
- 菊水歩道橋
- 水穂大橋
- 豊平川下水処理場（「白石区の巨大なトイレ」と紹介されている）
- ダイエー東札幌店
- 本郷通商店街
- 札幌コンベンションセンター（2は建設現場で撮影。3は完成したばかりの大ホールで撮影）
- 白石サイクリングロード
- アサヒビール北海道工場・アサヒビール園白石

### 白石区以外
- 厚別区
  - 大谷地神社
  - 厚別川（厚別区と白石区の境界）
- 中央区
  - 札幌市水道局
  - 豊平川河川敷（中央区と白石区の境界）
  - KING XMHU （キングムー。悪の秘密結社の本部）
- 礼文島（宗谷支庁礼文町）
- 宮城県白石市
  - 白石城
  - 熊野神社
- 宮城県名取市
  - 仙台空港
- 東京都
  - 東京大学赤門

## 役名の由来
- 南郷進
白石区の幹線道路・南郷通、および白石区の地名。
- 本郷隆
本郷通（南郷通と北郷通の間）、および白石区の地名。
- 北郷誠
北郷通、および白石区の地名。
  - 北郷通、本郷通、南郷通の三本は白石区をほぼ平行して通っている。
- 大門通
白石区菊水にある大門通（だいもんどおり）。電人ザボーガーの主人公・大門豊も引っかけている
- 大谷地ひばり
厚別区にある大谷地とひばりが丘団地を合成。
- 青葉もみじ
厚別区の大規模団地青葉町ともみじ台を合成。
- 川北博士
白石区の地名「川北」より。
- 怪人レンガレンガ
かつて白石区で生産されていた煉瓦より。
- ポプラーマン
白石区の木、ポプラより。
- 米川さと
白石区北部一帯の米里より。

## 関連商品
- 雅楽戦隊ホワイトストーンズ～雅やかな愛の戦士たち　CD/DVD
- 雅楽戦隊ホワイトストーンズ・トレーディングカード
全部集めると『ホワイトストーンズ大百科』にできる。
- ホワイトストーンズ大百科
トレカを入れるためのアルバム。トレカのNo.と合うように解説が入っている。
- ドラバラ・コンプリート　CD
各テーマ曲のほか、テレビ版OP/EDやBGMも少しだけ入っている。
- 小説『雅楽戦隊ホワイトストーンズ』（鈴井貴之・著、幻冬舎、2007年 ISBN 978-4344014312)
  - 初代・二代目のどちらとも異なる独自の設定である。

## その他
初代の藤村ディレクターは、二代目には一切関わっていない。二代目のエンディングテーマに初代と同じものを使うために、スタッフが作詞者名に藤村の名前を入れるかを本人に確認したところ、「入れときなさいよ！」と半ギレ状態で言われたとのこと。名前が入っていると、当人曰くCDを発売した際に作詞印税が入るためらしい。
二代目をベースとして、CREATIVE OFFICE CUE主催のイベントCUE DREAM JAM-BOREEでも過去数回「ホワイトストーンズショー」が行われている。本来ホワイトストーンズの3人は白石区でないと「変化」できないのだが、「CUE DREAM JAM-BOREE」では川北博士が発明した、白石区以外の場所でも「変化」できるようになる敷物「どこでも白石区」（実際はただの国土地理院製の地図）を利用して「変化」し怪人を倒している。
まだ、全国的に認知されていなかったころ、全国のローカル番組やヒーロー、CMやケーブルテレビ、B級映画を紹介する「ウラ関根TV」にて、「日本のご当地ヒーロー」の1つとして紹介されている。まだ名前が売れていなかった鈴井貴之・安田顕・佐藤（現・戸次）重幸が扮するホワイトストーンズのOPが放送された。